# Оллисон, Куадри
Куадри Уэймонд Оллисон (англ. Qadree Waymond Ollison, 8 сентября 1996, Ниагара-Фолс, Нью-Йорк) — американский футболист, раннинбек клуба НФЛ «Атланта Фэлконс».

## Биография
Куадри Оллисон родился 8 сентября 1996 года в Ниагара-Фолс, один из пяти детей в семье. Он учился в старшей школе имени святого Петра Канизия. За школьную команду Оллисон играл на позиции раннинбека, за карьеру набрав 4 147 ярдов и установив её рекорд. Дважды вместе с командой он становился победителем чемпионата Спортивной ассоциации монсеньора Мартина. На момент окончания школы он считался лучшим молодым бегущим штата Нью-Йорк по оценкам сайтов Rivals и 247Sports. Оллисон получил предложения спортивной стипендии от пятнадцати учебных заведений, среди которых выбрал Питтсбургский университет.

### Любительская карьера
Сезон 2014 года Оллисон провёл в статусе освобождённого игрока, не принимая участия в играх команды. Второй год он начинал третьим бегущим в ротации, но стал получать больше игрового времени после травмы Джеймса Коннера в первом же матче чемпионата. В дебютной для себя игре Куадри набрал 207 ярдов с тачдауном, а по итогам года в его активе был 1 121 ярд и одиннадцать тачдаунов. Он был признан Новичком года в нападении в конференции ACC.
В 2016 году роль Оллисона в нападении команды стала менее заметной. Он сыграл в тринадцати матчах, но всего в двух выходил в стартовом составе, набрал 127 ярдов и сделал два тачдауна. В основной состав Куадри вернулся в сезоне 2017 года: восемь из двенадцати игр он начинал с первых минут. За год он набрал 398 ярдов с пятью тачдаунами.
В заключительный год выступлений за команду университета Оллисон сыграл четырнадцать матчей, в которых набрал 1 213 ярдов. Он стал шестым игроком в истории футбольной программы «Питтсбурга», проведшим два сезона с не менее чем 1 000 ярдов на выносе. В игре с «Виргинией Тек» он установил личный рекорд, набрав 235 ярдов с тремя тачдаунами, в том числе на 97 ярдов, ставший рекордным для университета.

#### Статистика выступлений в NCAA
| Сезон | Команда           | Игры | Приём | Приём | Приём | Приём | Вынос | Вынос | Вынос | Вынос |
| Сезон | Команда           | Игры | Rec   | Yds   | Y/A   | TD    | Att   | Yds   | Y/A   | TD    |
| ----- | ----------------- | ---- | ----- | ----- | ----- | ----- | ----- | ----- | ----- | ----- |
| 2015  | Питтсбург Пэнтерс | 13   | 14    | 77    | 5,5   | 1     | 212   | 1 121 | 5,3   | 11    |
| 2016  | Питтсбург Пэнтерс | 13   | 2     | 38    | 19,0  | 0     | 33    | 127   | 3,8   | 2     |
| 2017  | Питтсбург Пэнтерс | 12   | 23    | 194   | 8,4   | 2     | 90    | 398   | 4,4   | 5     |
| 2018  | Питтсбург Пэнтерс | 14   | 11    | 66    | 6,0   | 1     | 194   | 1 213 | 6,3   | 11    |
| Всего | Всего             | 52   | 50    | 375   | 7,5   | 3     | 529   | 2 859 | 5,4   | 29    |

### Профессиональная карьера
В пятом раунде драфта НФЛ 2019 года Оллисон был выбран «Атлантой Фэлконс». По мнению обозревателя Falcons Wire Скотта Карасика, клуб преследовал цель получить дополнительного бегущего, способного действовать в силовой манере. Кроме того, Оллисон при необходимости мог бы заменить травмированных раннинбеков и претендовать на игровое время на месте фуллбека благодаря своей физической силе и навыкам блокирующего. В долгосрочной перспективе Куадри мог бы заменить в основном составе команды Девонтэ Фримена.
В регулярном чемпионате 2019 года Оллисон сыграл в восьми матчах, набрав 50 ярдов и занеся четыре тачдауна.

#### Статистика выступлений в НФЛ

##### Регулярный чемпионат
| Сезон | Команда         | Игры | Приём | Приём | Приём | Приём | Вынос | Вынос | Вынос | Вынос |
| Сезон | Команда         | Игры | Rec   | Yds   | Y/A   | TD    | Att   | Yds   | Y/A   | TD    |
| ----- | --------------- | ---- | ----- | ----- | ----- | ----- | ----- | ----- | ----- | ----- |
| 2019  | Атланта Фэлконс | 8    | 1     | 7     | 7,0   | 0     | 22    | 50    | 2,3   | 4     |
| Всего | Всего           | 8    | 1     | 7     | 7,0   | 0     | 22    | 50    | 2,3   | 4     |